# Кутики Таоси
Кутики Таоси (яп. 朽木倒 кутики таоси, дословно — «падение трухлявого дерева», бросок захватом снаружи за разноимённый подколенный сгиб (или просто бросок за ногу)) — приём в дзюдо, входящий в раздел бросков, группу бросков из стойки, класс бросков для проведения которых в основном используются руки.
Бросок был включён в современный список 67 приёмов Кодокан-дзюдо в 1982 году. Представляет собой произведённый одной (разноимённой) рукой выхват за подколенный сгиб, снаружи или изнутри.
Согласно правилам 2014 года, в спортивном дзюдо такой приём запрещён, как проводимый руками ниже пояса.